# 정태인 (축구 선수)

## 클럽 경력
정태인은 서울 YS FC, 경신중학교, 전남 U18(광양제철고)을 거쳐 중앙대학교에 진학했다.  
중앙대 1학년 재학 중 전남 드래곤즈로부터 우선지명을 받아 2025시즌을 앞두고 프로에 입단했다.

## 특징 및 플레이 스타일
왼발잡이 중앙 미드필더로 볼 소유와 드리블, 연계 플레이 능력이 뛰어나다.  
전남 유소년팀 시절에는 프리킥 키커를 맡았으며, 정교한 킥력을 활용한 찬스 메이킹이 강점이다.

## 등번호
전남 드래곤즈에서 등번호 42번을 부여받았으며, 구단 공식 채널에서는 ‘중원의 멀티플레이어’로 소개되었다.

## 통계
- 2025시즌 K리그2 출전 기록 없음 (시즌 진행 중)

## 참고 자료
- 골닷컴 – 전남드래곤즈, 정태인·성윤수·류광현·홍진민 영입 발표
- 전남 드래곤즈 공식 SNS – 정태인 선수 프로필 소개 게시물
- 굿모닝투데이 – 중앙대 정태인 전남 드래곤즈 입단 관련 기사